# Буддузо
Буддузо (итал. Buddusò) — коммуна в Италии, располагается в регионе Сардиния, в провинции Сассари.
Население составляет 3 846 человек (31-12-2017), плотность населения составляет 21,75 чел./км². Коммуна занимает площадь 218 км². Почтовый индекс — 7020. Телефонный код — 079.
Покровительницей коммуны почитается святая мученица Анастасия, празднование 23 сентября.

## Демография
Динамика населения:

## Администрация коммуны
- Официальный сайт: https://web.archive.org/web/20100409015511/http://www.comunedibudduso.it/home/index.php